# عبد المسيح صليب المسعودي
القمص عبد المسيح صليب المسعودي (1848-1935) كان راهبًا مسيحيًّا في دير البراموس ومؤلفًا مصريًا.

## السيرة
ترهَّب عبد المسيح صليب المسعودي على يد عمه عبد المسيح الكبير سنة 1874. تعود أصوله لبلدة الشيخ مسعود، غرب طهطا؛ ومن هنا حصل على نسبته المسعودي.
خدم في دير البراموس بوادي النطرون، واستدعاه بطريرك الإسكندرية البابا كيرلس الخامس للمساعدة في إدارة كنيسة القاهرة.
يتحدَّث ما مجموعه 5 لغات، فمع عربيته، أتقن العبرية والسريانية واليونانية والقبطية وأصبح كاتبًا غزير الإنتاج. أشهر أعماله هو تفسيره للضميمة.
توفي عن عمر يناهز سبعة وثمانين عامًا، عام 1935 م.

## الأعمال
بالإضافة إلى عمله المذكور أعلاه، كتب:
- كتاب الخلجي المقدس ، القاهرة، 1903؛
- كتاب التحفة السَّنَيِّة ، القاهرة، 1925؛
- كتاب الدرة النفيسة في حسابات الكنيسة ، القاهرة، 1926؛
- التحفة البرموسية في شرح وتميمة قواعد حساب البقطي للكنيسة القبطية الأرثوذكسية ، القاهرة، 1925؛
- كتاب الكرمة ، القاهرة، 1927؛
- كتاب الأسرار ، القاهرة، 1926؛
- تحفة السائلين في ذكر ديرات رحبان المصريين ، القاهرة، 1932.